# 田牟
田牟（?—?），唐代平州卢龙（今河北省卢龙县）人。成德节度使田弘正之子，魏博节度使田敦禮之弟。
授官神策大将军。开成（836年—840年）初年，歷官武宁、朔方节度使。累官天德（今内蒙古乌拉特前旗东北）軍使。会昌元年（841年）八月，與监军韋仲平请求攻打回纥，唐武宗不肯，诏令田牟、韦仲平“毋得邀功生事”。官至检校尚书左仆射。